# 파스칼 뒤켕
파스칼 뒤켕(Pascal Duquenne, 1970년 8월 8일 ~ )은 벨기에의 배우이다.

## 출연 작품
- 이웃집에 신이 산다 (2015)
- 미스터 노바디 (2009)
- 더 룸 (2006)
- 제8요일 (1996)
- 토토의 천국 (1991)